# Eusebi de Laodicea
Eusebi de Laodicea (vers 220-268) fou bisbe de Laodicea.
Fou primer un diaca alexandrí i va acompanyar al seu bisbe Dionisi, junt amb altres, al tribunal d'Emilià, prefecte d'Egipte en temps de Valerià I (253-260) on foren jutjats per qüestions de la seva fe i foren condemnats a desterrament, però Eusebi va poder romandre a la ciutat clandestinament.
Anava a les presons i confessava als captius i enterrava als morts de vegades amb perill de la seva pròpia vida. El 260 va esclatar la revolta d'Alexandria i una plaga va assolar la ciutat i Eusebi va ajudar tant com va poder, assistint als ferits i malalts. Els romans van assetjar part de la ciutat i Eusebi va quedar fora de la zona assetjada però el seu amic Anatoli va quedar dins. Es va dirigir al general romà i li va demanar de permetre sortir a tot aquell que ho desitgés, cosa que li fou concedida; Anatoli va sortir però abans va implorar als líders de la revolta que es rendissin i sortissin, sense èxit però van deixar sortir a dones, vells i malalts. Eusebi va assistir als que sortien, exhaust després del setge i les privacions, com "un pare i un metge".
El 264 Dionisi que ja havia pogut tornar del desterrament va enviar a Eusebi a Síria per representar-lo en les discussions sobre l'afer de Pau de Samòsata. Eusebi fou acompanyat per Anatoli. Els relats o l'actitud d'Eusebi van impressionar a Síria on fou elegit bisbe de Laodicea, on el bisbe Sòcrates havia mort.
Eusebi va morir al cap de poc temps (vers 268) i Anatoli el va succeir. Al sínode d'Antioquia del 268 el nom d'Eusebi no apareix segurament perquè no hi va anar o havia mort.